# Adîlbek Kasîmaliev
Adîlbek Aleshovici Kasîmaliev (n.  ?) este un politician kirghiz, care ocupă funcția de președinte al Cabinetului de miniștri al Kârgâzstanului din 2024.
Anterior, a fost prim-vicepreședinte al Kârgâzstanului în perioada 20 iunie 2022 – 16 decembrie 2024. De asemenea, a deținut funcția de ministru al economiei și finanțelor între 2 mai 2015 și 6 decembrie 2018.